# Тагакап
Тагакап (арм. Թաղակապ; или габов тун) — традиционное армянское национальное жилище. В отличие от глхатуна, в пределах исторической Армении было менее распространённым сооружением. Представляет собой чисто каменное жилище со сводчатым тоннелевидным перекрытием. Ширина здания не могла превышать 2,5 — 3 метра, поэтому такой дом годился лишь для маленьких семей, но не для многосемейной общины. Ввиду размеров сооружения большая часть хозяйственного инвентаря находилось вне пределов жилого помещения, чаще всего в отдельных постройках. Возводился тагакап в пустынных местах, бедных лесоматериалами и богатых залежами камней.